# Куфра (аеропорт)
Аеропорт Куфра (IATA: AKF, ICAO: HLKF) — аеропорт, що обслуговує місто Ель-Джауф, столицю округу Куфра на південному сході Лівії. Аеропорт знаходиться на схід від міста.